# Блехово
Блехово — деревня на юге Куньинского района Псковской области России. Входит в состав Долговицкой волости.
Расположена к востоку от Усмынского озера, в 51 км к югу от районного центра, посёлка Кунья и в 15 км к северо-западу от волостного центра, деревни Долговица.

## Население
Численность населения деревни составляет 35 жителей (2000 год).

## История
До 2005 года деревня входила в состав ныне упразднённой Усмынской волости.